# HD 175541
HD 175541 ist ein 417,54 Lichtjahre von der Erde entfernter gelber Unterriese mit einer Rektaszension von 18h 55m 41s und einer Deklination von +04° 15' 55". Er besitzt eine scheinbare Helligkeit von 8,03 mag. Im Jahr 2019 hat er anlässlich des 100-Jahre-Jubiläums der Internationalen Astronomischen Union (IAU) den Namen Kaveh erhalten. Im Jahr 2007 entdeckte John Asher Johnson einen extrasolaren Planeten, der diesen Stern umkreist. Dieser trägt den Namen HD 175541 b.